# Южный сборник
«Ю́жный сбо́рник» — один из первых провинциальных литературно-общественных журналов в Российской империи. Издавался в Одессе ежемесячно на протяжении 1859 года под редакцией профессора Ришельевского лицея Николая Максимова. Тираж достигал 1 тысячу экземпляров.

## Содержание
«Южный сборник» освещал проблемы социально-экономического и политического развития страны и региона, определил себя последовательным сторонником реформ, готовившихся Александром II в Российской империи, прежде всего отмены крепостного права в России. Журнал отстаивал необходимость ликвидации откупной системы, выступал за развитие конкуренции во внутренней и внешней торговле

## Известные авторы
С журналом сотрудничали редактор газеты Одесский вестник Николай Сокальский (публиковался в Южном сборнике под псевдонимами Д.Балинский, Н.Еленев, П.Стойкович), композитор Пётр Сокальский, историк Аполлон Скальковский, писатель Алекандр Афанасьев-Чужбинский, поэт Николай Щербина.